# Bridge City, Louisiana
Bridge City är en så kallad census-designated place i Jefferson Parish i Louisiana. Vid 2020 års folkräkning hade Bridge City 7 219 invånare.